# Willemijn Karsten
Willemijn Karsten (Hoorn, 28 juni 1986) is een Nederlandse voormalige handbalster. 
Willemijn Karsten begon haar carrière bij Zeeman Vastgoed/SEW, waarmee ze tweemaal Nederlands kampioen werd. In 2007 ging de opbouwster naar de Bundesliga club Buxterhuder SV. Na een seizoen, waarin ze 24 wedstrijden speelde, maakte ze de overstap naar Borussia Dortmund dat was gepromoveerd naar de Bundesliga. Vanaf de zomer van 2009 speelde ze bij DJK/MJC Trier. Op 28 april 2011 werd bekend, dat Karsten in het seizoen 2011/2012 voor Thüringer HC ging spelen. Met THC won zij in 2012 het Duitse kampioenschap. Aansluitend beëindigde ze haar carrière.
Willemijn Karsten speelde 109 interlands voor het Nederlands team, waarin ze 124 keer scoorde. Met het Nederlandse team behaalde ze op het Europees kampioenschap van 2010 in Denemarken en Noorwegen de 8e plaats en op het wereldkampioenschap van 2011 in Brazilië de 15e plaats. 

## Individuele prijzen
- Talent van het jaar van de Eredivisie: 2004/05